# Cervonoverșka, Kompaniivka
Cervonoverșka (în ucraineană Червоновершка) este localitatea de reședință a comunei Cervonoverșka din raionul Kompaniivka, regiunea Kirovohrad, Ucraina.

## Demografie
Componența lingvistică a localității Cervonoverșka
     Ucraineană (96,33%)
     Rusă (3,31%)
     Alte limbi (0,27%)
Conform recensământului din 2001, majoritatea populației localității Cervonoverșka era vorbitoare de ucraineană (96,33%), existând în minoritate și vorbitori de rusă (3,31%).